# Kajal

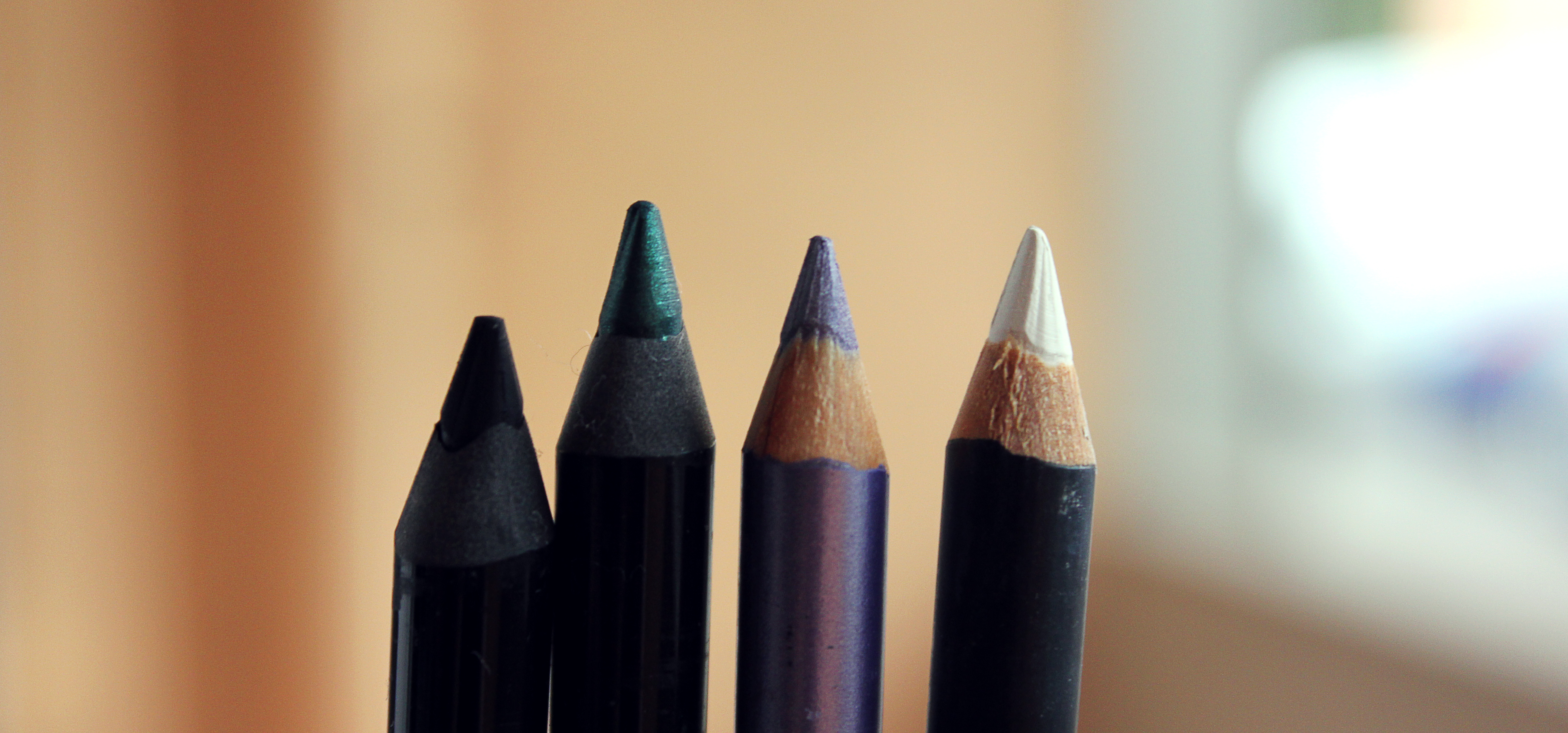
Kajalstifte in verschiedenen Farben

Kajal (Hindi काजल kājal), auch Kohl, Khol, Kohol (arabisch الكحل, DMG al-kuḥl), ist ein schwarzer Lidstrich, der ober- und vor allem unterhalb der Augen aufgetragen wird und seit vorchristlicher Zeit bis heute überwiegend aus Stibnit (Antimonpulver) besteht.

## Kajal in der indischen Tradition

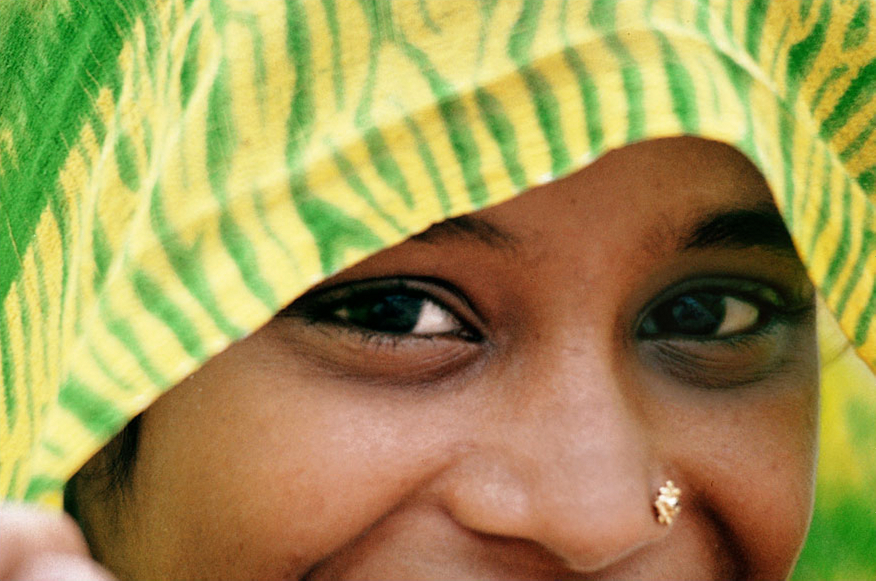
Inderin mit schwarzer Augenumrandung

Im hinduistischen Gottesdienst spielt Kajal, das aus dem Ruß von verbranntem Butterschmalz selbst hergestellt wird, eine wichtige Rolle bei der Erweckung der Göttin. Der Priester bestreicht unter dem Rezitieren von Mantren mit einem Pflanzenstängel die Augen der Statue mit Kajal, was das äußere Zeichen für das „Lebendigmachen“ bedeutet.
Die Sitte, sich die Augen zu schminken, reicht bis in die Steinzeit zurück. Kajal hat vor allem in heißen Ländern wie Ägypten und Indien eine lange Tradition. Der schwarzen Umrandung wird außerdem nachgesagt, Fliegen und andere Insekten abschrecken zu können. Die ägyptischen Pharaonen und ihre Ehefrauen benutzten Kajal auch aus religiösen Gründen, da das Auge ein Symbol für den Sonnengott Re war.
Die Augen erscheinen durch die Umrandung größer. Der Kajal reizt je nach Zusammensetzung und Auftragetechnik auch die Tränendrüsen und lässt das Auge feucht und strahlend erscheinen. Allerdings schädigt ein innerhalb der Wimpern aufgetragener Lidstrich die Öldrüsen (Meibom-Drüsen) mit der Folge von späteren, irreversiblen Tränenfilmstörungen; deshalb sollte der Eyeliner nur außerhalb der Wimpern aufgetragen werden. Ganz besonders gilt dies für Kontaktlinsenträger.

## Kohl in der arabischen Tradition
Arabisch kuhl (als Adjektiv „schwarz“, „schwarzäugig“, Plural akahil) bezeichnet seit der frühislamischen Zeit ein schwarzes Augenheilmittel. Davon abgeleitet sind Mittellatein alkool und alcohol in der Bedeutung „Antimonpulver“. In Ägypten wurde der Kohl in Form eines schwarzen Pulvers verwendet, das in Alabasterschälchen aufbewahrt und mit einem dünnen Stäbchen aus Silber, Elfenbein, Horn oder Holz aufgetragen wurde. Neben Schwarz war Grün eine verbreitete Farbe. Er bestand aus Ruß, Bleiglanz, Manganoxiden, schwarzem Eisenoxid sowie Magnetit; für die grüne Farbe wurde der fein geriebene Edelstein Malachit verwendet, da dieser als (giftige) Kupferverbindung eine antiseptische Wirkung hatte und Augenkrankheiten vorbeugen sollte.

## Khol in der islamischen Tradition

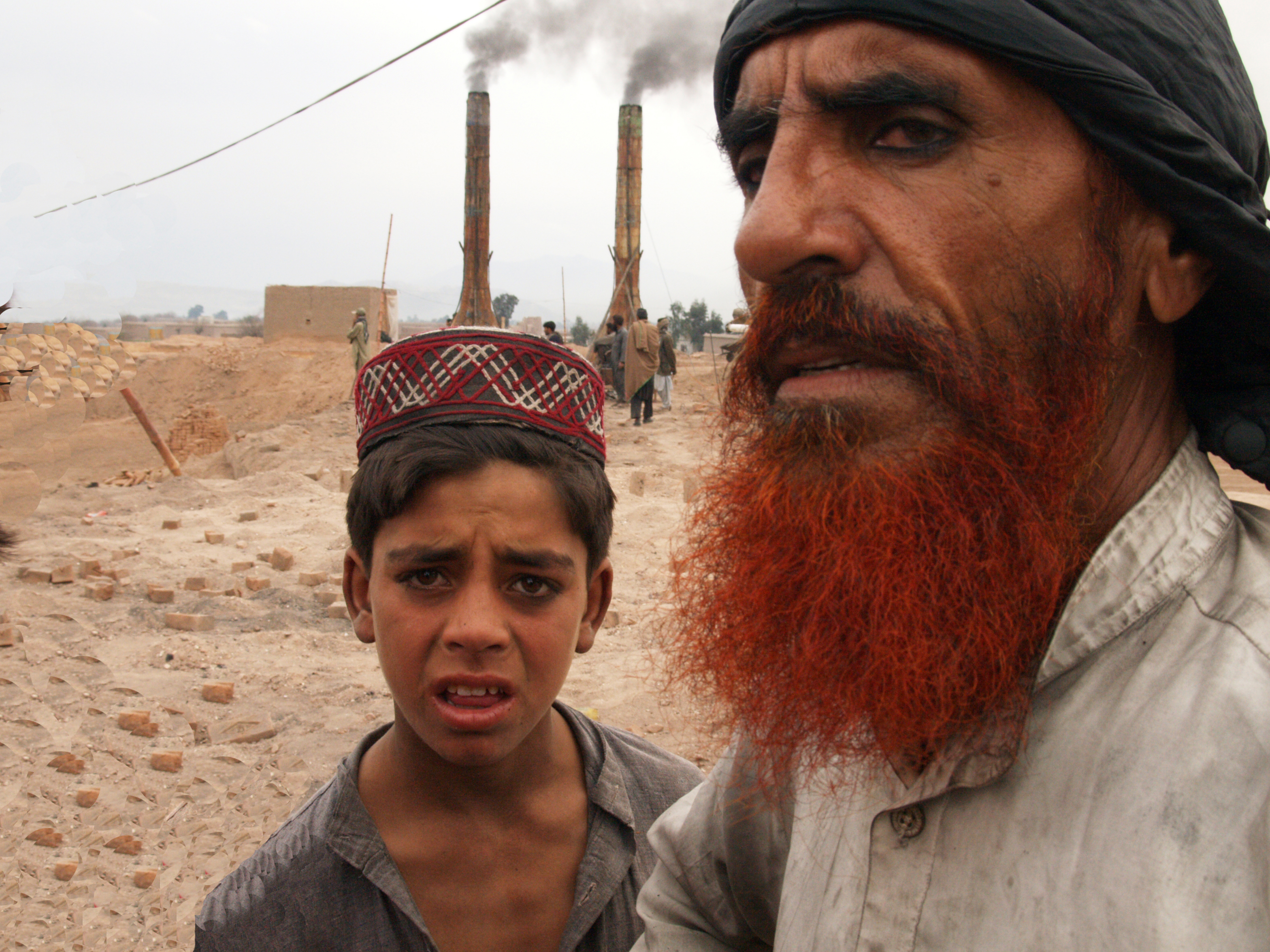
Zwei Paschtunen, die nach der Sunna des Propheten Mohammed Khol tragen. Der Bart des Mannes ist außerdem mit Henna gefärbt.

Khol wird von einigen muslimischen Jungen und Männern (vor allem während des Ramadan) als Zeichen der religiösen Ehrerbietung benutzt. Laut der Sunna benutzte der Prophet Mohammed Khol und empfahl anderen, dies ebenfalls zu tun, weil er glaubte, dass es für die Augen und die Sicht von Vorteil sei.

## Kajal in der Moderne
Aus regulatorischer Sicht gehört Eyeliner – also auch das auf Wachs basierende Kajal – zu den kosmetischen Mitteln. Die Produkte sind zusammen mit Gesichts-Make-up, Lippen- und Nagelpflege dem Marktsegment der dekorativen Kosmetik zugeordnet.
Heute besteht Kajal aus verschiedenen Pflanzenölen (etwa Mandelöl, Kokosnussöl, Jojobaöl), Wachsen (Bienenwachs, Candelillawachs, Carnaubawachs), Fetten, Glycerin, Talkum, Glimmer, Vitaminen, Kohle (aus verbranntem Butterfett) oder Eisenoxidpigmenten. Er wird in der Regel in Form eines Augenkonturenstifts oder als Flüssigkeit oder Gel, welche mit Hilfe eines Pinsels aufgetragen werden (meist Flüssig-Eyeliner genannt), angeboten. Eine breite Palette von Farben ist erhältlich.
In der westlichen Welt wird Kajal vorwiegend von Frauen getragen. In einigen Sub- und Jugendkulturen ist er aber auch bei Männern beliebt. Auch der Musiker Keith Richards verwendet Kajal.

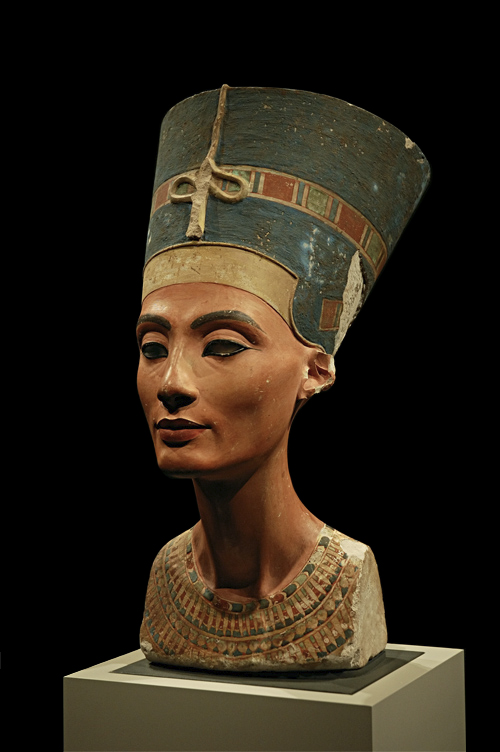
Altägyptische Büste der Nofretete, 14. Jahrhundert v. Chr.: Augen mit einem Kajalstrich umrahmt
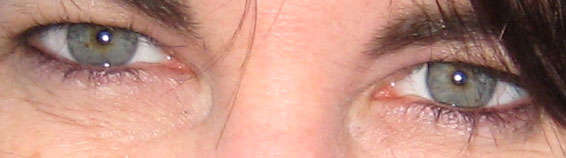
Mit Kajal geschminkte Augen
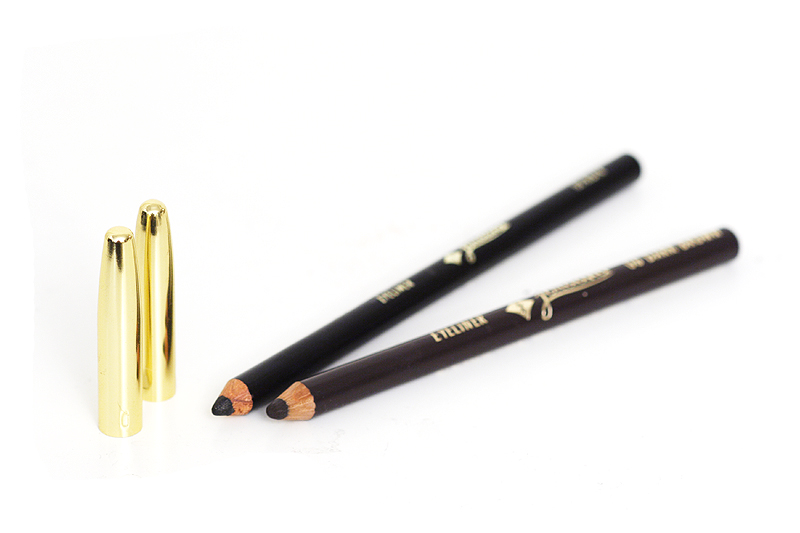
Zwei Kajalstifte